# Bisdom Nakhon Ratchasima

Het bisdom (rood) binnen Thailand

Het bisdom Nakhon Ratchasima (Latijn: Dioecesis Nakhonratchasimaensis) is een rooms-katholiek bisdom met als zetel Nakhon Ratchasima in Thailand. Het is een suffragaan bisdom van het aartsbisdom Thare en Nonseng. Het bisdom werd opgericht in 1965. Hoofdkerk is de Onze-Lieve-Vrouw van Lourdeskathedraal in Nakhon Ratchasima.
In 2019 telde het bisdom 35 parochies. Het bisdom heeft een oppervlakte van 43.595 km² en omvat de provincies Buriram, Chaiyaphum en Nakhon Ratchasima. Het bisdom telde in 2019 6.564 katholieken op een totaal van 5.310.000 inwoners, ongeveer 0,1% van de totale bevolking.
In maart 1965 werd het apostolisch vicariaat Nakhorn-Rajasima opgericht. De eerste bisschop was de Franse missionaris van Parijs Alain Sauveur Ferdinand van Gaver. Al in december van dat jaar werd het verheven tot bisdom en in 1969 kreeg het bisdom zijn huidige naam.

## Bisschoppen
- Alain Sauveur Ferdinand van Gaver, M.E.P. (1965-1977)
- Joachim Phayao Manisap (1977-2006)
- Joseph Chusak Sirisut (2006-)

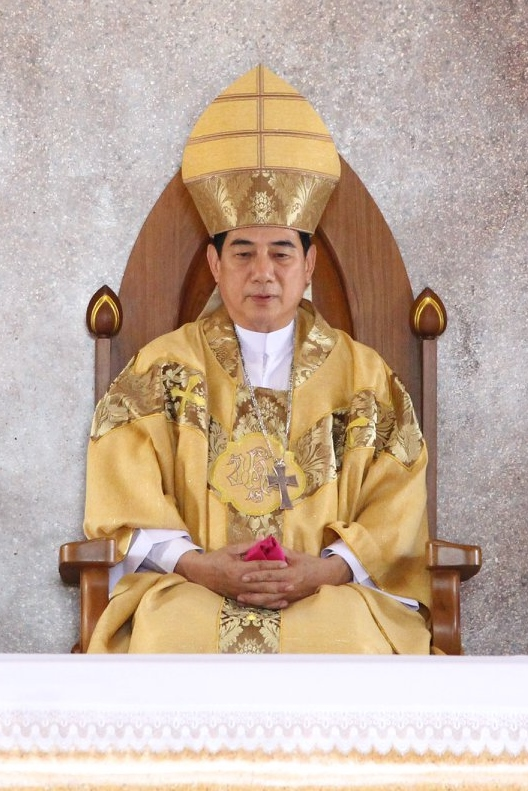
Joseph Chusak Sirisut